# Tuas Power
Tuas Power Pte Ltd (TP) ist eines der größten Energieversorgungsunternehmen in Singapur.

## Geschichte
Der staatliche Energieversorger Public Utilities Board (PUB) war vor 1995 Monopolist bei der Stromversorgung in Singapur. Im Rahmen der Privatisierung der Elektrizitätswirtschaft ab 1995 wurden Erzeugung und Verteilung von Elektrizität sowie die behördliche Aufsicht dafür in Singapur getrennt. TP wurde 1995 als eine 100%ige Tochter der Temasek Holdings gegründet, um das zum damaligen Zeitpunkt im Bau befindliche Kraftwerk Tuas zu übernehmen und zu betreiben.
1997 erteilte PUB der Firma TP eine Genehmigung zur Stromerzeugung. Im April 1998 wurde der Singapore Electricity Pool (SEP) eingerichtet. TP wurde Mitglied des SEP und begann mit dem Stromhandel. Mit Inbetriebnahme des ersten Blocks des Kraftwerks Tuas im März 1999 begann TP das operative Geschäft.
SinoSing Power Pte Ltd, eine 100%ige Tochter der chinesischen China Huaneng Group erwarb TP im März 2008 von Temasek für 4,235 Mrd. S$. Im Juli 2008 übernahm Huaneng Power International die SinoSing Power von der China Huaneng Group. TP wurde damit eine 100%ige Tochter der Huaneng Power International, die ihrerseits zur China Huaneng Group gehört.

## Struktur
TP besitzt zwei 100%ige Tochterunternehmen, die für das operative Geschäft zuständig sind:
- Tuas Power Generation Pte Ltd (TPG)
- Tuas Power Utilities Pte Ltd (TPU)

## Anlagen
- TPG betreibt das Kraftwerk Tuas, das in der Industriezone Tuas des Distrikts South West gelegen ist. Mit einer installierten Leistung von 2.670 MW ist es eines der leistungsstärksten Kraftwerke in Singapur.
- TPU betreibt den Tembusu Multi-Utilities Complex (TMUC) auf der Insel Jurong. TMUC produziert Strom und beliefert Industriekunden mit Dampf. Darüber hinaus existiert eine Meerwasserentsalzungsanlage sowie Anlagen zur Abwasseraufbereitung.[6][7] Der integrierte Ansatz soll die Effizienz steigern und den Ressourcenverbrauch verringern.[8] Wenn der Ausbau 2017 abgeschlossen sein wird, soll TMUC 160 MW Strom, 900 t Dampf pro Stunde und ca. 20 Mio. Gallonen Wasser am Tag produzieren. Die Kosten der Anlage liegen bei 2 Mrd. S$.[9][10][11]

## Rechtsform
TP wurde als Private Limited Company (Pte Ltd) nach dem Recht Singapurs gegründet. Die Anzahl der Aktionäre ist bei dieser Art Firma auf 50 beschränkt. Pte Ltd ist der häufigste Typ von Firma in Singapur.